# Saint-Geniès-de-Malgoirès
 Saint-Geniès-de-Malgoirès  es una población y comuna francesa, situada en la región de Languedoc-Rosellón, departamento de Gard, en el distrito de Nimes y cantón de Saint-Chaptes.

## Demografía
| 1114 | 1084 | 1155 | 1252 | 1696 | 1853 |
| Para los censos de 1962 a 1999 la población legal corresponde a la población sin duplicidades (Fuente: INSEE [Consultar]) |      |      |      |      |      |